# 涸沼

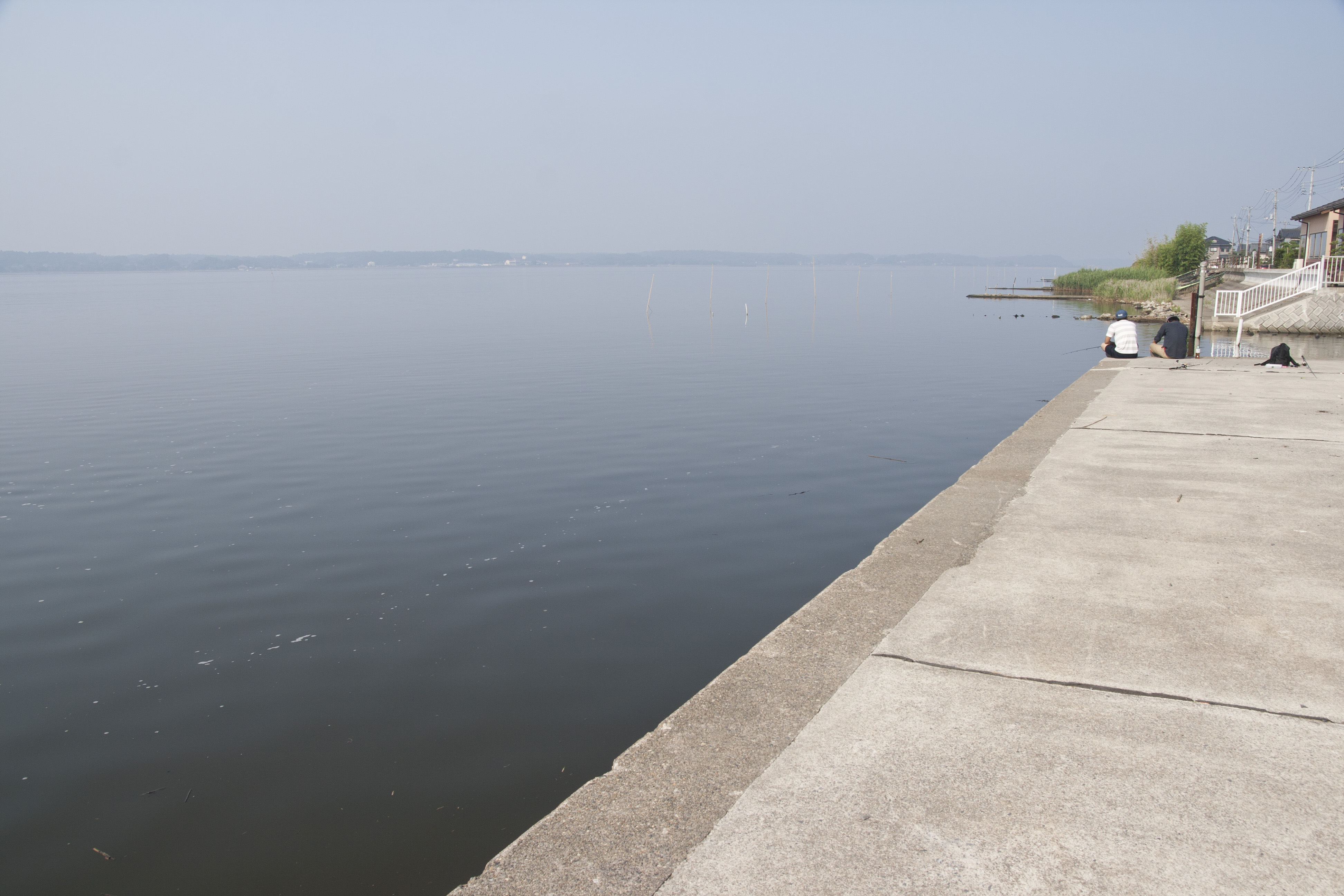
茨城町の広浦港より

涸沼（ひぬま）は、茨城県中部の東茨城郡茨城町、鉾田市、大洗町にまたがる那珂川水系の汽水湖。

## 地理
涸沼は、東茨城台地、鹿島台地に囲まれた所に位置し、上流から笠間市を水源とする涸沼川や大谷川などが流れ込む。下流側では涸沼川が那珂川に合流し、そのすぐ先で海と通じており、満潮時には海水が涸沼川を逆流し、淡水と海水が混ざりあう汽水湖となっている。また、那珂川の氾濫時には淡水が涸沼に流れ込み、地形的に遊水池ともいえる。なお国や県では涸沼川の一部分という見解が一般的である。
流域面積:439km2、湖面積:9.30km2、流域人口約161,000人。

## 利用

### 漁業
シジミの生産が盛んであり（1999年全国第4位）、涸沼沿岸では直売営業所も見られる。また、マハゼなどの魚の漁も盛んである。

### その他
涸沼北部に涸沼自然公園などの公園施設がある。また、釣りやキャンプ、ウィンドサーフィンなどのレジャーなどに利用される。

## 生物相

### 植物
涸沼では、398種の植物が確認されている。
昭和40年代までは、ヨシやマコモなどの水生植物が群生していた。しかし、下記に示す湿地の干拓やコンクリート護岸工事などによって、群生地が減少、ミズアオイ、ミズワラビ、タコノアシが絶滅の危機に瀕している。

### 鳥類
涸沼では、86種の鳥類が確認されている。
涸沼では、シジミや小魚が豊富であり、マガモ、スズガモを含む鴨や雁などの水鳥が多くみられる。また、シギやチドリなどの渡り鳥が湿地などによくみられる。さらに、冬場には猛禽類であるオオワシやオジロワシも見られる時がある。

### 魚類
涸沼では、105種の魚類が確認されている。
涸沼は、全国的に珍しい汽水湖であるため、フナ、ナマズ、ワカサギなどの淡水魚やハゼ、ボラなどの回遊魚など多種多様な魚を見ることができる。釣魚の種類が日本でもっとも豊富な湖沼として知られる。またニシンの太平洋側の南限としても知られる。

### 昆虫類
涸沼では、国のレッドリストで絶滅危惧I類に指定されているヒヌマイトトンボというイトトンボの一種が確認されている。

### 貝類
涸沼ではヤマトシジミの全国的な産地となっている。しかし、護岸工事などで年々漁獲高が低下している。

## 河川

### 流入河川
- 涸沼川
- 若宮川
- 渋川
- 桜川
- 才川
- 大谷川
  - かつては、寛政川も流入河川だった。

### 流出河川
- 涸沼川[2]

## 歴史
縄文時代、海水面が上昇し涸沼周辺では入り江であった。その後、入り江の入り口が川の土砂、那珂川の自然堤防によってふさがれ涸沼ができた。
江戸時代では、東北や那珂川流域から物資を運ぶルートとして利用され、「内川廻り」といわれるルートの一部であった。さらに水戸藩が松波勘十郎に涸沼西部の海老沢から巴川流域の紅葉まで約10kmを結ぶ「紅葉運河」や涸沼川から大貫までの約1kmを結ぶ「大貫運河」を掘らせたが失敗に終わった。
明治時代に入ってからも、大久保利通が大谷川から北浦の流入河川である鉾田川をむすぶ国家計画に着手したが、暗殺により頓挫した。いまでも鉾田市内に切り通しの跡を見ることができる。
1888年（明治21年）8月、北白川宮能久親王が御成。数日にわたって漁見物や舟遊びなどに興じた。
1927年（昭和2年）より、涸沼干拓が始まり、前谷（茨城町下石崎）、広浦（大洗町神山町）、船渡（茨城町上石崎）、馬割（茨城町海老沢）、東永寺（茨城町上石崎）、宮ヶ崎と干拓され、水田として利用された。
2015年（平成27年）5月28日、国際的に重要な湿地の保全を目指すラムサール条約に登録された。

## 水質
過去10年間の化学的酸素要求量 (COD) の値の動き（測定場所は親沢、宮前、広浦の平均値、値は涸沼の水質データ による）
| 測定年 | CODの値 |
| ------ | ------- |
| 1997   | 9.7     |
| 1998   | 6.6     |
| 1999   | 8.9     |
| 2000   | 9.5     |
| 2001   | 6.8     |
| 2002   | 7.8     |
| 2003   | 6.8     |
| 2004   | 5.5     |
| 2005   | 6.9     |
| 2006   | 6.4     |